# Dendryphantes darchan
Dendryphantes darchan là một loài nhện trong họ Salticidae.
Loài này thuộc chi Dendryphantes. Dendryphantes darchan được Dmitri Viktorovich Logunov miêu tả năm 1993.